# Канюка Сергій Максимович
Сергі́й Макси́мович Каню́ка (8 жовтня 1889, с. Кіловці, РІ — 1 лютого 1959, УРСР, СРСР) — український радянський педагог, кандидат педагогічних наук (1958), старший науковий співробітник відділу методики мови Науково-дослідного інституту педагогіки УРСР, автор підручників з української мови.

## Біографічні дані
Народився 8 жовтня 1889 в с. Кіловці (Кійлівці) (тепер с. Миролюбівка Попільнянського району Житомирської області) в селянській сім'ї. Батько — Максим Канюка — батрак із маєтку поміщика Терещенка, був грамотним.
У 1900 році закінчив церковно-приходську школу в рідному селі. У 1902 році самотужки підготувався до екзаменів та вступив до учительської школи, яку відкрили незадовго до цього в маєтку лікаря Юркевича в с. Кривому Сквирського повіту Київської губернії (тепер Попільнянського району Житомирської області), закінчив у 1905 році з відзнакою та нагородою. В тому ж році його призначили учителем церковно-приходської школи с. Старостинці (тепер Погребищенського району Вінницької області). У 1906 році його переведели у школу грамоти в с. Королівка. З 1907 по 1910 рік навчався в Київській учительській семінарії, яку закінчив з відзнакою. Працював учителем у сільський школах. З 1927 року працював викладачем української мови та літератури в київських школах, технічних училищах, технікумах. У 1930 році екстерном склав державні екзамени за програмою літературно-мовного факультету інституту профосвіти.
Деякий час працював учителем української мови і завучем середньої школи № 6 м. Києва. У 1940 році його запросили працювати в Управлінні шкіл Народного комісаріату освіти УРСР. З початком війни евакуювався з комісаріатом з Києва до Харкова, потім до Ворошиловограда, потім до Самарканд (УзРСР), де працював у середній школі. З 1943 року після поверннення з Середньої Азії працював в НДІ педагогіки УРСР.  Водночас з 1943 по 1948 рік був інспектором-методистом з української мови та літератури в Міністерстві освіти УРСР.
У 1948 році через погіршення стану здоров'я вимушено залишив роботу в міністерстві освіти і повністю перейшов до наукової діяльності в інституті педагогіки.
Помер 1 лютого 1959 року на 70 році життя.

### Особистість та науковий внесок
У некролозі присвяченому вченому, опублікованому товаришами у журналі «Українська мова в школі», відзначено: «Завжди спокійний, витриманий і скромний товариш, вдумливий і працьовитий науковець, глибокий знавець психології учня, щирий друг і порадник учителів — таким знали Сергія Максимовича всі, хто зустрічався з ним у житті, в праці. Таким він і залишиться назавжди в їх пам'яті». У статті О. Смірнової присвяченій вченому зазначено: «Помер С. М. Канюка на початку 1959 року, та його підручники ще й через десяток з лишнім років виходили в світ та були рекомендовані до навчання Міністерством освіти УРСР».

## Наукова робота
У 1938 році видавництво «Радянська школа» видало його посібник «Відокремлені члени речення в середній школі». На початку 1945 року педагог опублікував у журналі «Радянська Україна» статтю «Повторення граматики української мови».
Працював над удосконаленням проєкту програми з української мови для 8‑річної школи, над питанням перебудови методів і форм навчання мови в школах через реорганізацію системи народної освіти, над підручниками з методики мови (у співавторстві).Допомагав роботі редакції журналу «Українська мова в школі». Автор шкільних підручників, посібників для вчителів, методичних листів, методичних розробок для вчителів початкових класів, учителів української мови 5—7 класів.

### Праці
- Канюка С. М. Вивчення відокремлених другорядних членів речення в середній школі. — К.: Радянська школа, 1939. — 24 с.
- Канюка С. М. Методичні вказівки до підручника «Українська мова для 4 класу шкіл з російською мовою навчання». — К.: Радянська школа, 1949. — 75 с.
- Канюка С. М. Збірник текстів для переказів у початковій школі з методичними вказівками: посібник для вчителів. — К.: Радянська школа, 1950. — 131 с.
- Канюка С. М. Збірник вправ з орфографії для 5 і 6 класів семирічної та середньої школи. — вид. 7-ме, переробл. — Київ: Рад. шк., 1954. — 147 с.
- Навчальні плани шкіл системи Міністерства освіти УРСР на 1957/1958 навчальний рік / упоряд. О. Г. Сивець. — К.: Радянська школа, 1957. — 65 с.
- Канюка С. М. Пояснювальне читання художніх творів української літератури в школах з російською мовою навчання. — К.: Радянська школа, 1958. — 167 с.
- З досвіду викладання української мови в середніх школах Української РСР / редкол.: В. І. Масальський, С. М. Канюка, С. М. Кестель [та ін.]. — К.: Рад. шк., 1958. — 157 с.
- Канюка С. М. Вопросы методики работы учителя с учебником украинского языка для 4 класса школ с русским языком обучения: автореферат диссертации на соискание ученой степени кандидата педагогических наук. — К., 1958. — 17 с.
- Масальський В.І., Канюка С.М., Кестель С.М., Купрієнко Г.І., Скоморовська Н.Н. Підручник української мови. Ч. І. Фонетика і морфологія. Для 5-7 класів середньої школи з російської мовою навчання. — Київ: Радянська школа, 1961. — 232 с.
- Масальський В.І., Канюка С.М., Кестель С.М., Купрієнко Г.І., Скоморовська Н.Н. Підручник української мови. Ч. ІІ. Синтаксис. Для 7-8 класів восьмирічної школи з російської мовою навчання. — Київ: Радянська школа, 1962. — 191 с.
- Масальський В.І., Канюка С.М., Кестель С.М., Купрієнко Г. І., Скоморовська Н.Н. Підручник української мови. Ч. ІІ. Синтаксис. Для 7-8 класів восьмирічної школи з російської мовою навчання. — Київ: Радянська школа, 1967. — 191 с.
- Канюка, С. М. Конспект з методики навчання української мови в початковій школі: для заочників пед. училищ / М-во освіти УРСР. Упр. вищої школи.